# Xã Washington, Quận Pickaway, Ohio
Xã Washington (tiếng Anh: Washington Township) là một xã thuộc quận Pickaway, tiểu bang Ohio, Hoa Kỳ. Năm 2010, dân số của xã này là 3.151 người.